# Doriprismatica
Genre
Doriprismatica est un genre de nudibranches de la famille des Chromodorididae.

## Liste d'espèces
Selon World Register of Marine Species (21 octobre 2018) :
- Doriprismatica atromarginata (Cuvier, 1804)
- Doriprismatica balut Matsuda & Gosliner, 2018
- Doriprismatica dendrobranchia (Rudman, 1990)
- Doriprismatica kulonba (Burn, 1966)
- Doriprismatica kyanomarginata Yonow, 2018
- Doriprismatica marinae Matsuda & Gosliner, 2018
- Doriprismatica paladentata (Rudman, 1986)
- Doriprismatica plumbea (Pagenstecher, 1877)
- Doriprismatica rossi Matsuda & Gosliner, 2018
- Doriprismatica sedna (Ev. Marcus & Er. Marcus, 1967)
- Doriprismatica sibogae (Bergh, 1905)
- Doriprismatica stellata (Rudman, 1986)
- Doriprismatica tibboeli (Valdés & M. J. Adams, 2005)

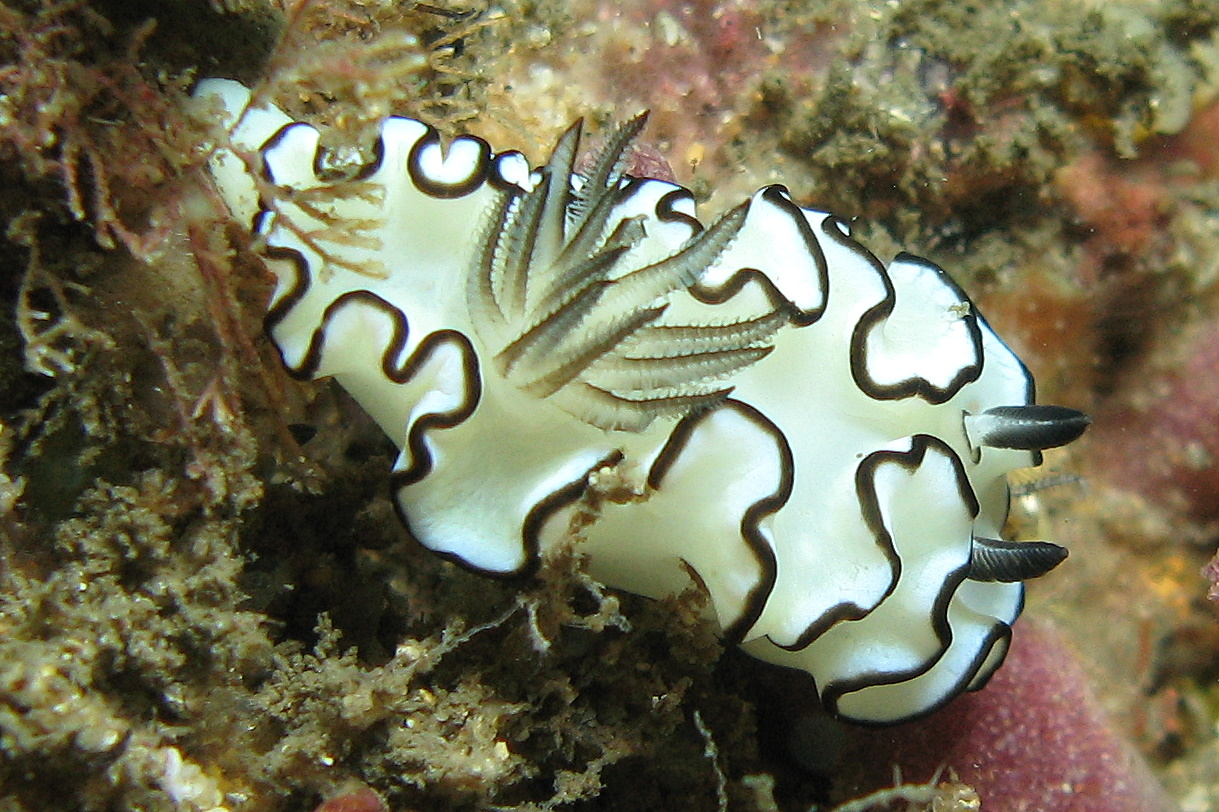
Doriprismatica atromarginata
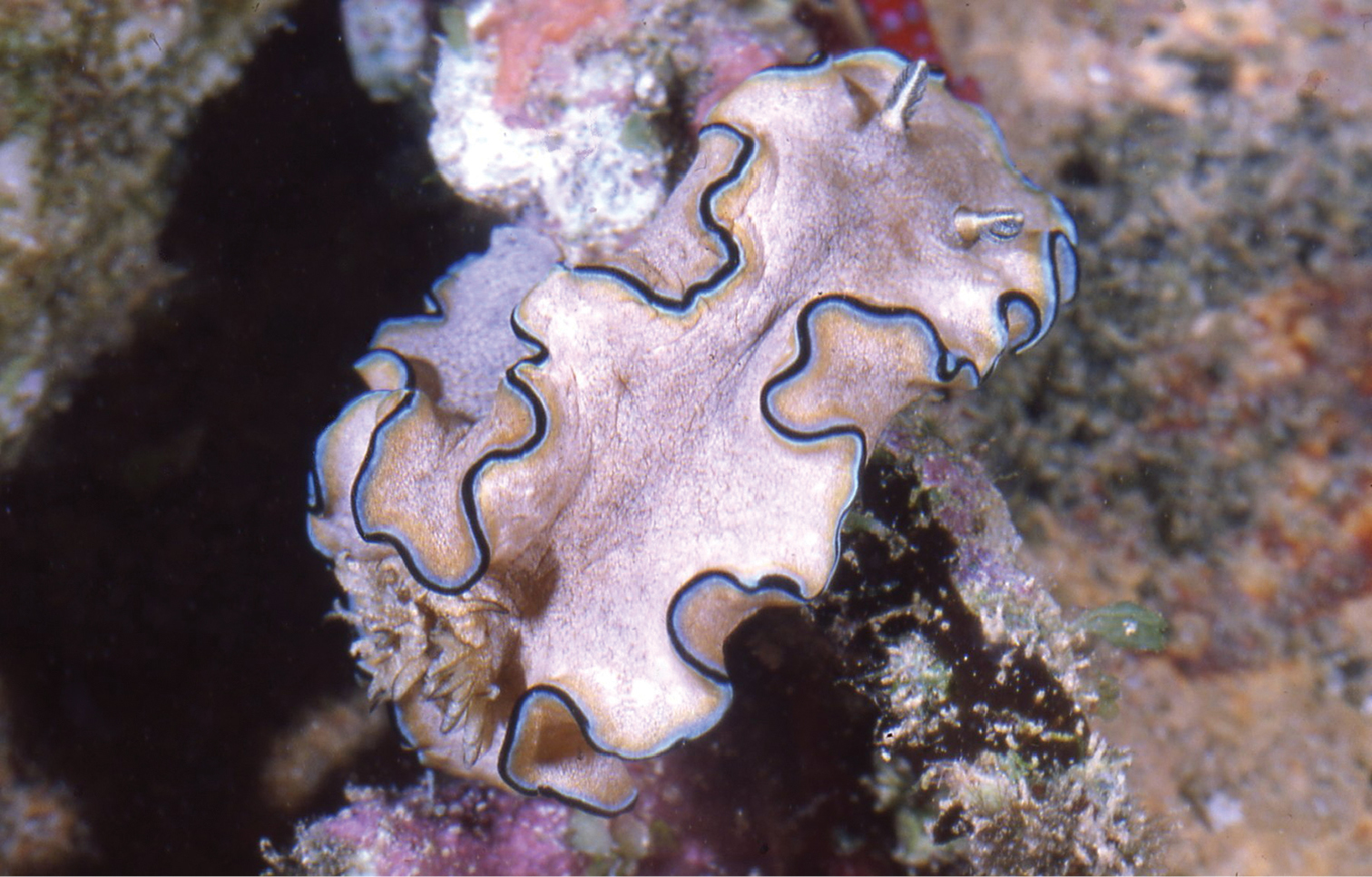
Doriprismatica kyanomarginata
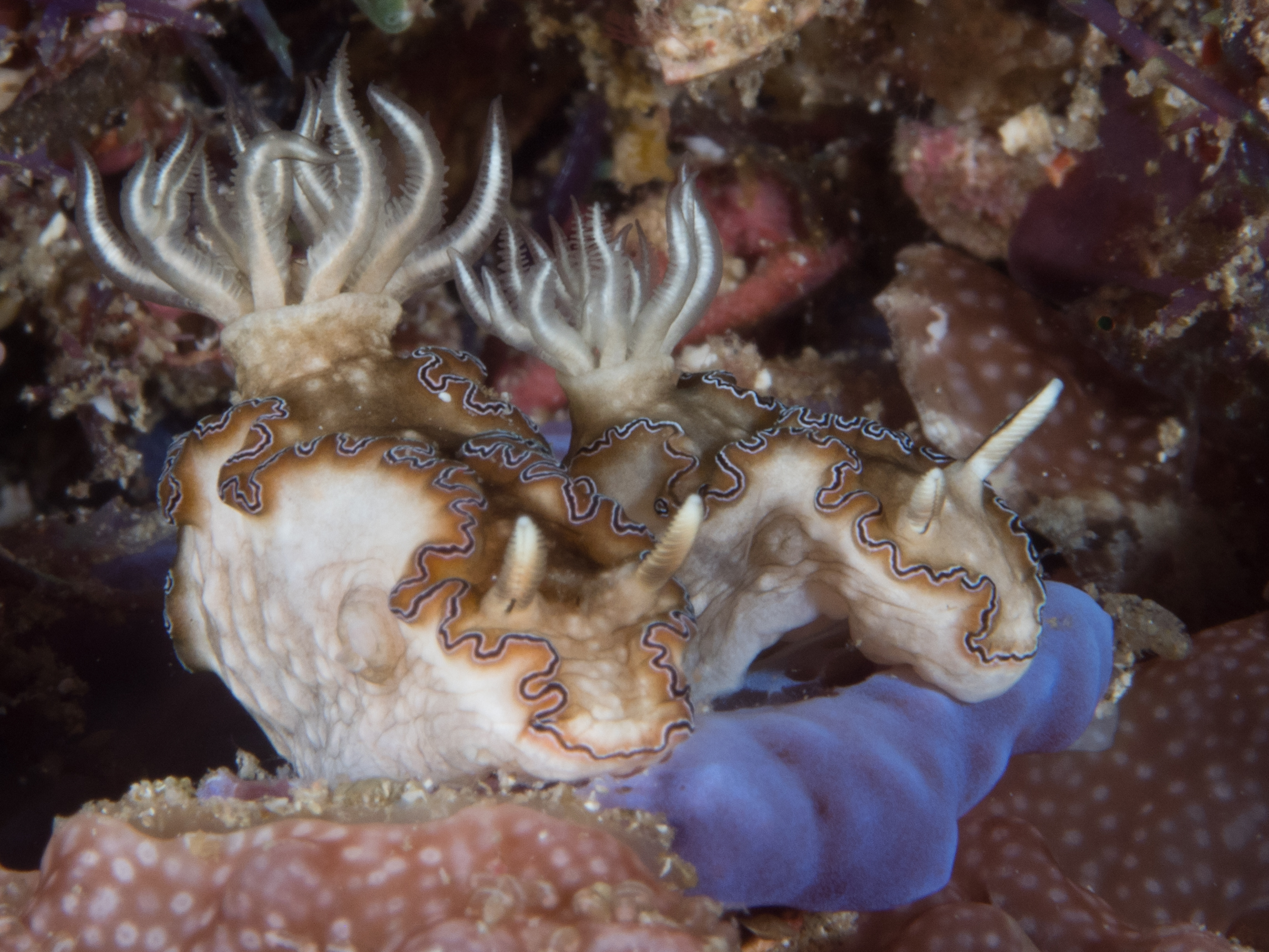
Doriprismatica paladentata
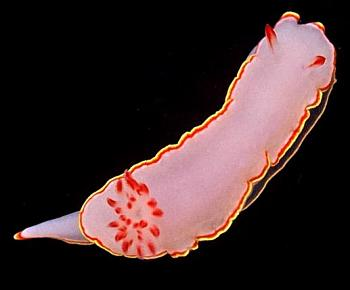
Doriprismatica sedna
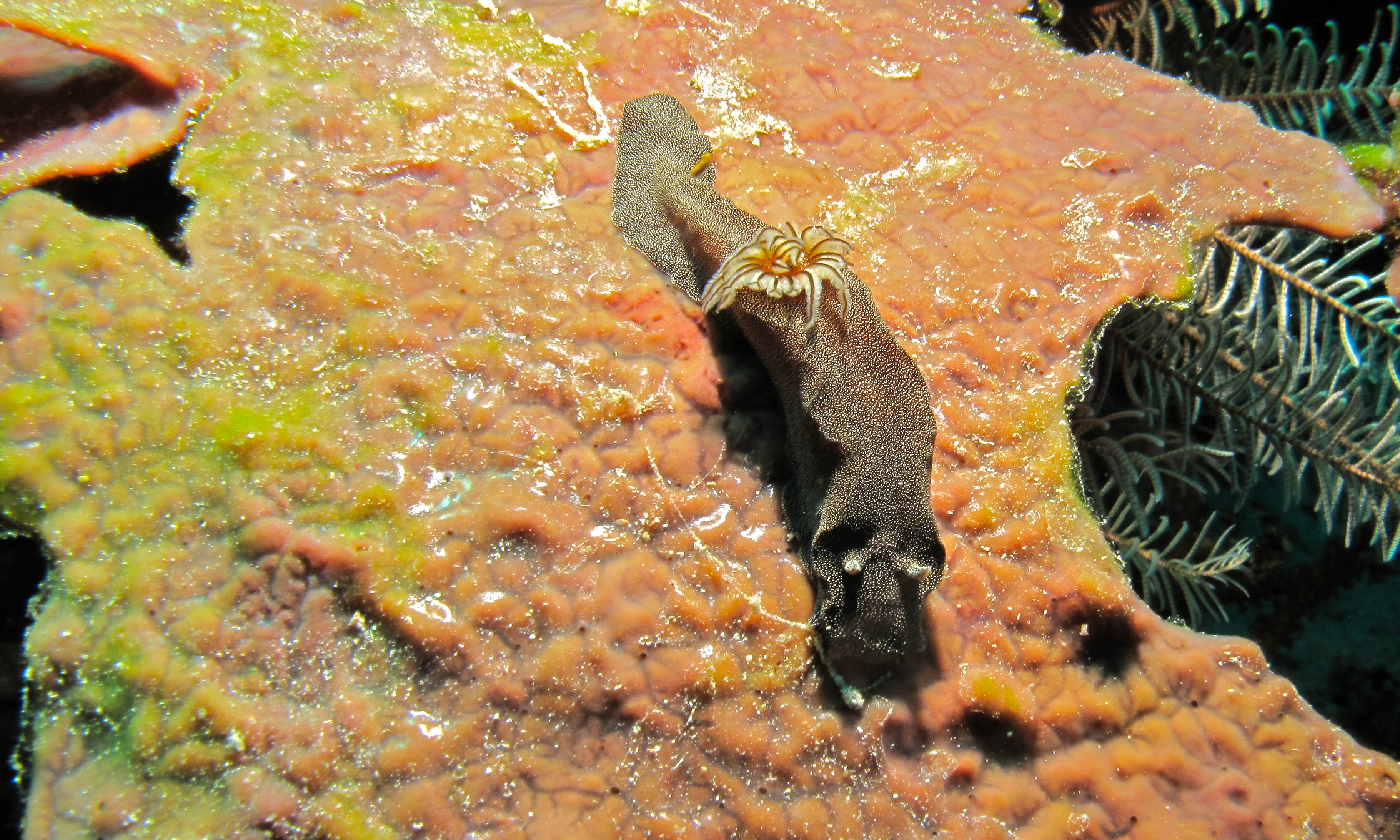
Doriprismatica stellata

## Publication originale
- Orbigny, A. D. d'. 1839-1842. Mollusques, Échinodermes, Foraminifères et Polypiers recueillis aux Iles Canaries par MM. Webb et Berthelot et décrits par Alcide d'Orbigny. Histoire naturelle des îles Canaries. II. 2e partie, Zoologie. 117 pages. Béthune (Ed.), Paris. [bas de la page 40] (lire en ligne sur Gallica - p. 40)